# Diphosphortrisulfid
Diphosphortrisulfid ist eine hypothetische anorganische chemische Verbindung des Phosphors aus der Gruppe der Sulfide.

## Gewinnung und Darstellung
Diphosphortrisulfid kann laut älterer Literatur durch Zusammenschmelzen von Phosphor mit Schwefel in einer Kohlendioxidatmosphäre gewonnen werden. Es entsteht auch bei der Reaktion von gasförmigem Schwefelwasserstoff mit Phosphortrichlorid oder durch Einwirkung von Phosphortrichloriddampf auf Dikaliumsulfid, Bariumsulfid oder Calciumsulfid. Spätere Untersuchungen zeigten, dass das erhaltene Produkt bei diesen Synthesen eine Mischung aus Tetraphosphortrisulfid (P4S3) und Tetraphosphorheptasulfid (P4S7) ist. Die Ergebnisse der Studien legen weiterhin nahe, dass selbst wenn sich anfangs eine Substanz mit der empirischen Zusammensetzung P2S3 gebildet haben sollte, diese bei Raumtemperatur instabil ist und in Lösungsmitteln wie Schwefelkohlenstoff disproportioniert, wobei sie sich in beiden Fällen in eine Mischung aus stabilen Phosphorsulfiden umsetzt.

## Eigenschaften
Diphosphortrisulfid ist ein gelber Feststoff, der mit Wasser reagiert.
{\displaystyle {\ce {P2S3 + 6 H2O -> 2 H3PO3 + 3 H2S}}}
Theoretische Untersuchungen lassen vermuten, dass zweidimensionale Strukturen aus Diphosphortrisulfid stabil sein könnten und in mehreren orthorhombischen Kristallstrukturen zum Beispiel mit der Raumgruppe Pmn21 (Raumgruppen-Nr. 31) auftreten könnten. Andere theoretische Untersuchungen legen nahe, dass die planare trans-trans-Form mit der Konnektivität S=P-S-P=S stabil sein könnte.